# ダニエラ・フンガー
ダニエラ・フンガー（Daniela Hunger、1972年3月20日 - ）は、ドイツの元競泳選手。

## 経歴
東ドイツの東ベルリン出身。
1988年ソウルオリンピックでは東ドイツ代表として出場。200m個人メドレーと、400m自由形リレーの2種目で金メダル。400m個人メドレーでも銅メダルを獲得。
4年後、ドイツ統一後最初のオリンピックとなったバルセロナ大会でも、400mメドレーリレーの銀メダルをはじめ、3つのメダルを獲得した。